# Perno

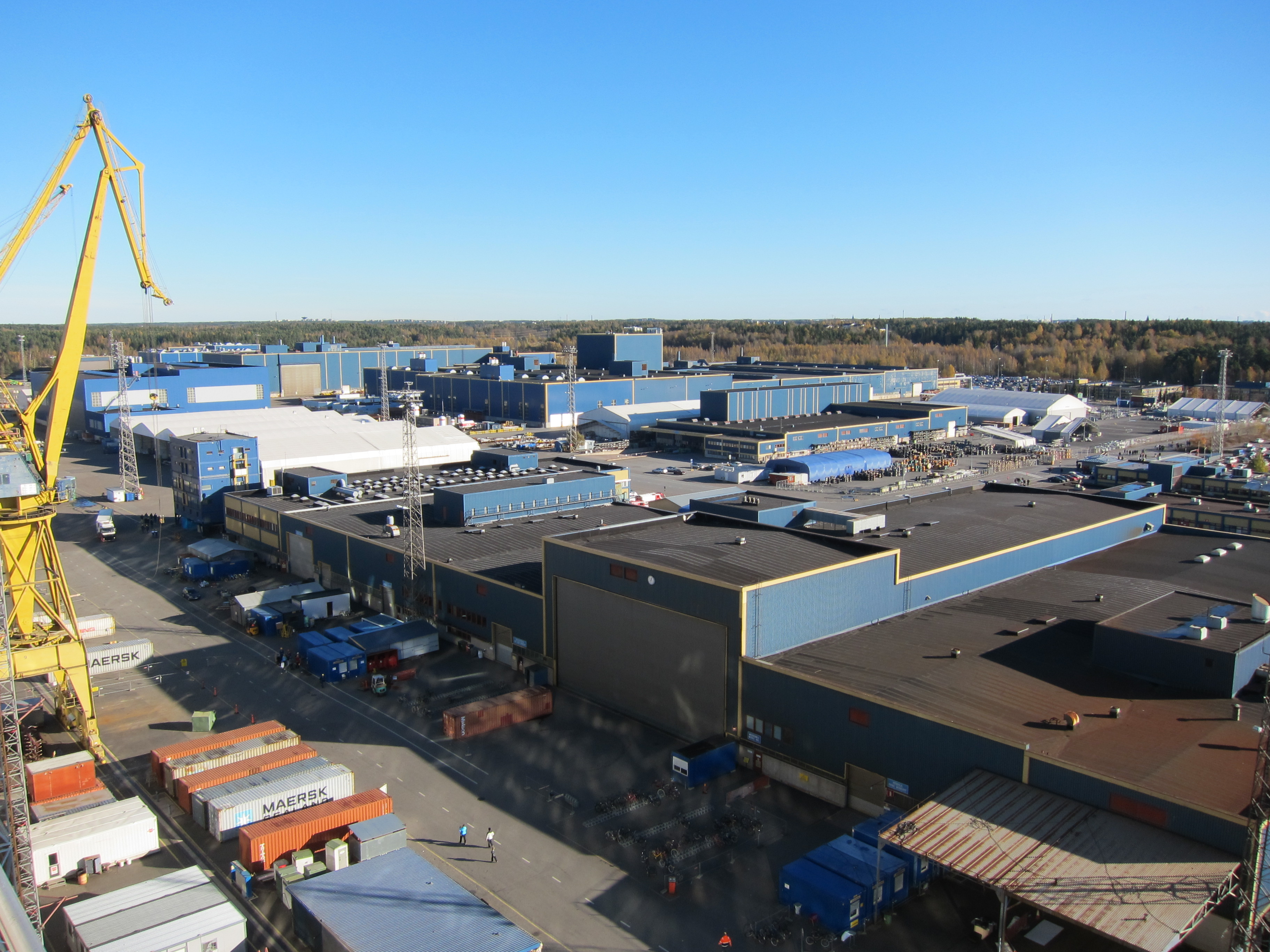
Utsikt från däcket på M/S Allure of the Seas mot Pernovarvet och stadsdelen Perno.

Perno är en stadsdel i västra Åbo, cirka 7 km från centrum, vid gränsen till Reso. Stadsdelen hade 2 500 invånare 2004, varav 90,8 % finskspråkiga, 2,4 % svenskspråkiga och 6,1 % med annat modersmål.
Perno skola har lagts ned. Gymnasiets verksamhet avslutades 2007 och högstadiets 2009.
Meyer Werft Turkus varv i Perno bygger bland annat lyxkryssare. I brist på större fartygsprojekt byggdes 2011 också ett våningshus (som flyttades med pråm till tomten på Hirvensalo) och stommen till den nya Kvarnbron.
De tidigaste uppgifterna om området är från 1400-talet. Namnet härrör från Perno herrgård. Området anslöts till Åbo 1967 trots Resos protester.